# Calpins
Els calpins (Calpinae) són una subfamília de lepidòpters ditrisis de la família dels erèbids (Erebidae).
Aquesta subfamília inclou moltes espècies de papallones que tenen una probòscide punxeguda i de pues adaptades per perforar la pell de la fruita per alimentar-se dels sucs, i en el cas de les diverses espècies de Calyptra, per perforar la pell dels mamífers que s'alimenten de sang. La subfamília conté algunes papallones grans amb una envergadura de més de 5 cm.

## Taxonomia
Estudis filogenètics recents han revisat en gran manera aquesta subfamília. La subfamília va ser prèviament classificada dins la família Noctuidae, però la redefinició d'aquesta família ha reclassificat moltes subfamílies, incloent Calpinae, dins la família Erebidae.
Les espècies de Calpinae estan més estretament relacionades amb un clade que inclou les famílies Eulepidotinae i Hypocalinae, que ara són també subfamílies d'Erebidae. Les tribus Anomini i Scoliopterygini, prèviament incloses en Calpinae, es va trobar que estaven relacionades i van ser reclassificades dins la subfamília Scoliopteryginae.

### Tribus
La subfamília Calpinae conté tres tribus monofilètiques.
- Calpini
- Ophiderini
- Phyllodini

### Taxonomia anterior
L'antiga composició de Calpinae era una mica discutida; de vegades es va fusionar amb Catocalinae. La majoria dels gèneres Calpine no es van classificar. L'estructura filogenètica d'aquest grup estava essencialment sense resoldre, i en molts casos fins i tot era dubtós que els gèneres estiguessin col·locats correctament en aquesta subfamília.
Tribu Calpini
- Africalpe Krüger, 1939
- Calyptra Ochsenheimer, 1816
- Eudocima Billberg, 1820
- Ferenta Walker, 1858
- Gonodonta Hübner, 1818
- Graphigona Walker, 1858
- Oraesia Boisduval and Guenée, 1852b
- Plusiodonta Boisduval and Guenée, 1852b
- Tetrisia Walker, 1867

Tribu Gonopterini
- Scoliopteryx

Genera incertae sedis
- Cecharismena Möschler, 1890
- Culasta Moore, 1881a
- Euryschema Turner, 1925
- Epicyrtica
- Goniapteryx Perty, Spix 1833
- Hemiceratoides Strand, 1911
- Pharga Walker, 1863
- Phyprosopus Grote, 1872
- Psammathodoxa Dyar, 1921
- Radara Walker, 1862

Gèneres provisionalment col·locats aquí (llista incompleta); inclou tàxons de vegades separats dins Ophiderinae.
- Abriesa
- Acanthoprora
- Agamana
- Alabama
- Amphigonia
- Anachrostis
- Anoba
- Anomis
- Antiblemma
- Anticarsia
- Arcte
- Armana
- Arthisma
- Arugisa
- Ascalapha
- Avitta
- Azeta
- Baniana
- Belciana
- Bematha
- Bendisodes (Catocalinae: Ophiusina?)
- Boryzops
- Brachycyttara
- Brachyona
- Brana
- Brevipecten
- Brontypena
- Bulia
- Calymniops
- Cephena
- Chilkasa
- Chodda
- Cissusa
- Concana
- Condate
- Conosema
- Corcobara
- Coxina (Catocalinae: Ophiusina?)
- Crithote
- Crypsiprora
- Cultripalpa
- Cyclodes
- Daddala
- Dahlia
- Daona
- Diascia
- Diatenes
- Diphthera
- Dunira
- Dyops
- Eclipsea
- Egnasia
- Egnasides
- Egone
- Ephyrodes
- Epidromia
- Episparis
- Episparina
- Episparonia
- Epitausa
- Eporectis
- Erebus (Catocalinae?)
- Ericeia
- Eubryopterella
- Eudesmeola
- Eulepidotis
- Eurythmus
- Facidina
- Falana
- Fodina
- Forsebia
- Gabara
- Goniocarsia
- Gracillina
- Helia (Catocalinae: Ophiusina?)
- Hemipsectra
- Heteranassa (Catocalinae: Ophiusina?)
- Hemeroblemma
- Heterormista
- Heterospila
- Hirsutopalpis
- Hopetounia
- Hulodes
- Hypocala
- Hyperlopha
- Hypoprora
- Hyposemansis
- Hypospila
- Hypsoropha
- Ianius
- Isogona
- Itomia (Catocalinae: Ophiusina?)
- Kakopoda (Catocalinae: Ophiusina?)
- Latebraria
- Ledaea
- Leptotroga
- Lesmone (Catocalinae: Ophiusina?)
- Lignicida
- Lineopalpa
- Litocala
- Litoprosopus
- Lophozancla
- Lyncestoides
- Maguda
- Malatrogia
- Manbuta
- Marapana
- Masca
- Massala
- Matella
- Mecodina
- Melipotis (Catocalinae: Ophiusina?)
- Meranda
- Mesosciera
- Metalectra
- Metallata
- Metaphoenia
- Mimophisma (Catocalinae: Ophiusina?)
- Neogabara
- Neostichtis
- Obrima
- Oglasa
- Olulis
- Olyssa
- Ophyx
- Orodesma
- Orthozancla
- Ortopla
- Ossonoba
- Oxygonitis
- Oxyodes
- Palpidia
- Pangrapta
- Panopoda
- Panula
- Parachabora
- Parapadna
- Parolulis
- Perciana
- Perinaenia
- Pilipectus
- Phyllodes
- Phytometra
- Pleurona
- Polydesma (Catocalinae: Ophiusina?)
- Polydesmiola
- Praxis
- Propatria
- Prorocopis
- Pseudorgyia
- Pseudogyrtona
- Ramadasa
- Raparna
- Rema
- Rhapsa
- Rhesala
- Rhesalides
- Rhosologia
- Rhynchodina
- Saroba
- Savara
- Schistorhynx
- Selenisa (Catocalinae: Ophiusina?)
- Selenoperas
- Spectrophysa
- Sphingomorpha
- Stenocarsia
- Stenoprora
- Sundwarda
- Syllectra
- Sypna
- Sypnoides
- Talmala
- Tamba
- Thiacidas
- Thoracolophotos
- Throana
- Thyrostipa
- Thysania
- Tinolius
- Tipasa
- Tiruvaca
- Tolpia
- Tolpiodes
- Toxonprucha (Catocalinae: Ophiusina?)
- Trigonochrostia
- Trisula
- Tropidtamba
- Tyrissa (Catocalinae: Ophiusina?)
- Ugia
- Veia
- Vestura
- Xanthanomis
- Zaleops (Catocalinae: Ophiusina?)